# Noodkabinet
Het Noodkabinet (Indonesisch: Kabinet Darurat) was een kabinet tijdens de Indonesische Onafhankelijkheidsoorlog. Aan het begin van de tweede politionele actie waren president Soekarno, vicepresident (tevens minister-president) Mohammed Hatta en een groot deel van de ministers van het kabinet-Hatta I in Jogjakarta opgepakt. Daarop werd door Sjafruddin Prawiranegara een noodkabinet ingesteld in Bukittinggi, dat zou zitten van 19 december 1948 tot 13 juli 1949. Sjafruddin was in deze periode de facto president en minister-president van Indonesië, maar hij had deze ambten nooit officieel.
Op 6 juli 1949 keerden Soekarno en Hatta en andere ministers terug in Jogjakarta. Tijdens een bijeenkomst op 13 juli rapporteerde Sjafruddin aan Soekarno over de activiteiten van het noodkabinet. Het mandaat werd teruggegeven aan Soekarno en kabinet-Hatta I nam de taken weer over. Kort daarna, op 4 augustus, werd kabinet-Hatta II geïnstalleerd.

## Samenstelling
| Nr. | Ministerspost                                                            | Minister | Minister                  |
| --- | ------------------------------------------------------------------------ | -------- | ------------------------- |
| 1   | Hoofd van het Noodkabinet de facto President de facto Minister-President |          | Sjafruddin Prawiranegara  |
| 2   | Minister van Justitie (rechterlijke macht)                               |          | Soesanto Tirtoprodjo      |
| 3   | Minister van Buitenlandse Zaken                                          |          | Alexander Andries Maramis |
| 4   | Minister van Financiën                                                   |          | Lukman Hakim              |
| 5   | Minister van Binnenlandse Zaken Minister van Gezondheid                  |          | Soekiman Wirjosandjojo    |
| 6   | Minister van Welvaart (handel en landbouw)                               |          | I.J. Kasimo               |
| 7   | Minister van Godsdienst                                                  |          | Masjkur                   |
| 8   | Minister van Onderwijs en Cultuur                                        |          | Teuku Muhammad Hasan      |
| 9   | Minister van Transport                                                   |          | Indratjahja               |
| 10  | Minister van Openbare Werken                                             |          | Mananti Sitompoel         |
| 11  | Minister van Arbeid en Sociale Zaken Minister van Veiligheid             |          | Sutan Mohammad Rasjid     |